# Romance of the Three Kingdoms II
 (octobre 2018).
Si vous disposez d'ouvrages ou d'articles de référence ou si vous connaissez des sites web de qualité traitant du thème abordé ici, merci de compléter l'article en donnant les références utiles à sa vérifiabilité et en les liant à la section « Notes et références ».
Romance of the Three Kingdoms II ou en japonais Sangokushi II, est un jeu vidéo de grande stratégie d'origine japonaise. Développé par Koei, il est le deuxième opus de la populaire série, qui en est rendu à sa onzième édition (2007). Sorti d'abord au Japon en 1989 sur PC, puis en 1990 sur MSX et Famicom, il arriva en Amérique du Nord en 1990 en version DOS, puis en 1991 en version NES, SNES, Genesis et Amiga.
D'autres versions sortirent également exclusivement en Asie quelques années plus tard, notamment sur Windows (2000), PlayStation (2000) et WonderSwan (2000).
Inspiré du roman Histoire des Trois Royaumes écrit par Luo Guanzhong au XIVe siècle, ce jeu fait partie des séries de simulation historique développées par Koei telles que Nobunaga's Ambition, Genghis Khan et Uncharted Waters.

## Synopsis
En l'an 190, la Chine était dans un état chaotique. La dynastie des Han orientaux, qui gouvernait depuis les 165 dernières années, perdait rapidement le contrôle du trône. Dans les territoires entourant le palais, des généraux assoiffés de pouvoir usurpèrent le contrôle et l'Empereur perdit toute autorité sur son royaume.
Néanmoins, il s'agissait seulement des premières étapes d'une grande course au pouvoir qui s'étendit sur l'ensemble du pays. À mesure que les dirigeants se disputèrent et que les frontières se tracèrent, la lutte à la domination s'accentuait. En l'an 215, la Chine fut divisée en trois royaumes : Wei au Nord, Wu à l'Est, et Shu à l'Ouest.

## Système de jeu

### Description du jeu
Romance of the Three Kingdoms II trace l'évolution de la Chine depuis son état de guerre jusqu'au retour à l'impérialisme. Sélectionnant un des six scénarios, vous pouvez jouer une partie allant jusqu'à 12 joueurs. Utilisez votre autorité en tant que dirigeant pour enrichir votre territoire et pour gagner la loyauté du peuple. Recrutez des soldats dans votre armée et entraînez-les pour la bataille. Votre puissance se manifestera à travers les champs de bataille. Et, avec l'aide d'espions, soudoyez des généraux étrangers pour les amener dans vos rangs. Votre conseiller veillera sur vos actions et vous guidera avec intuition et philosophie. Votre but est d'unir l'ensemble des 41 provinces de la Chine.

### Déroulement du jeu (version SNES)
Vous devez commencer la partie en choisissant parmi les 6 scénarios offerts:
1. Dong Zhuo Seizes Loyang - 189 A.D.
2. Rivals Struggle for Power - 194 A.D.
3. Aged Liu Bei Hides - 201 A.D.
4. Cao Cao Covets Control of China - 208 A.D.
5. Nation Breaks into 3 Divisions - 215 A.D.
6. The Three-way Contest - 220 A.D.
Une fois le scénario sélectionné, vous choisissez le nombre de joueurs désirés (0 à 12) et le dirigeant assigné à chaque joueur en sélectionnant une province pour chacun. Vous choisissez ensuite le niveau de difficulté (1 à 3) et dites si vous désirez voir les batailles dans lesquelles vous n'êtes pas impliquées. Une fois ces ajustements faits, vous pouvez démarrer la partie.
Le but du jeu est simple : le joueur doit unifier la Chine en conquérant la totalité des 41 provinces. Pour y arriver, vous devrez gérer vos ressources autant humaines que matérielles le plus efficacement possible et user de stratégie afin de vaincre vos rivaux sur les champs de bataille.

## Accueil
- Computer Gaming World : 4/5 (DOS/Amiga)[1]
- Aktueller Software Markt : 9/12 (Amiga)[2]
- Video Games : 65 % (SNES)[3]